# Панов, Иван Степанович (писатель)
Иван Степанович Панов (3 июля 1899, д. Мокино, Оханский уезд, Пермская губерния — сентябрь 1942, фронт под Сталинградом) — уральский советский писатель, первый руководитель Уральской писательской организации.

## Биография
Родился в деревне Мокино Оханского уезда (не сохранилась, располагалась на территории современного Сивинского района Пермского края). С 9 лет пошел «в люди» — поденная работа, затем — лесозаготовки и сплав леса. Экстерном сдал экзамены в Сивинской учительской школе и в 16 лет стал учителем начальной школы.

Из автобиографии: 
В 1916 г экстерном окончил Сивинскую учительскую школу. …Работал учителем Бубинской земской школы. В 1918 г … из школы…[направлен] в волостной военный комиссариат.
Объединенный Музей писателей Урала. Фонд № 8 Панова И. С. документ № 3915/3.
В 19 лет Панов опубликовал свой первый очерк «Современные инквизиторы» (о восстании кулаков) в Оханской уездной газете.
Вступил в РКП(б) в начале гражданской войны. В 1919 году добровольцем ушёл в Красную Армию, воевал с колчаковцами в Ижевске, Воткинске, Екатеринбурге и окрестностях.
С 1920 года работал в Усольском военном комиссариате. В 1922 году был отозван в Пермский губвоенкомат для борьбы с бандитизмом. В феврале 1922 П. был захвачен шайкой бородулинцев и изрублен саблями. Ему удалось выжить (см. раздел «Документы»).
С 1 января 1924 г. по 25 мая 1926 г. обучался в Урало-Сибирском Коммунистическом Университете (Свердловск). Ещё будучи студентом, примерно с 1925 года, начал писать очерки, рассказы и статьи в местные газеты.
03.02.1927 г. Бюро Тобольского окр. ВКП(б) выбран зам. редактора газеты «Северянин» (ф. № 8 д. № 3903/60). С 8.09.1927 г. по 8.09.1928 г. был членом Тобольского Окружного Комитета ВКП(б) (избран осенью 1927 на окружной конференции ВКП(б), ф. № 8 д. № 3903/51-69).
С 23 по 24 октября 1927 г. присутствовал на 1-й конференции Уральских пролетарских писателей (в качестве делегата от Тобольска) и избран ответственным секретарем УралАПП («Уральский рабочий», выпуск от 25, 26 октября 1927 г.). УралАПП входила в РАПП (Российскую ассоциацию пролетарских писателей).
В 1928 г. переехал в г. Свердловск, работал в редакции газеты «Уральский рабочий». В 1929—1932 гг. руководил Уральской писательской организацией.
В ноябре-декабре 1929 года создает первый «толстый» литературно-художественный и общественно-политический журнал на Урале «Рост».

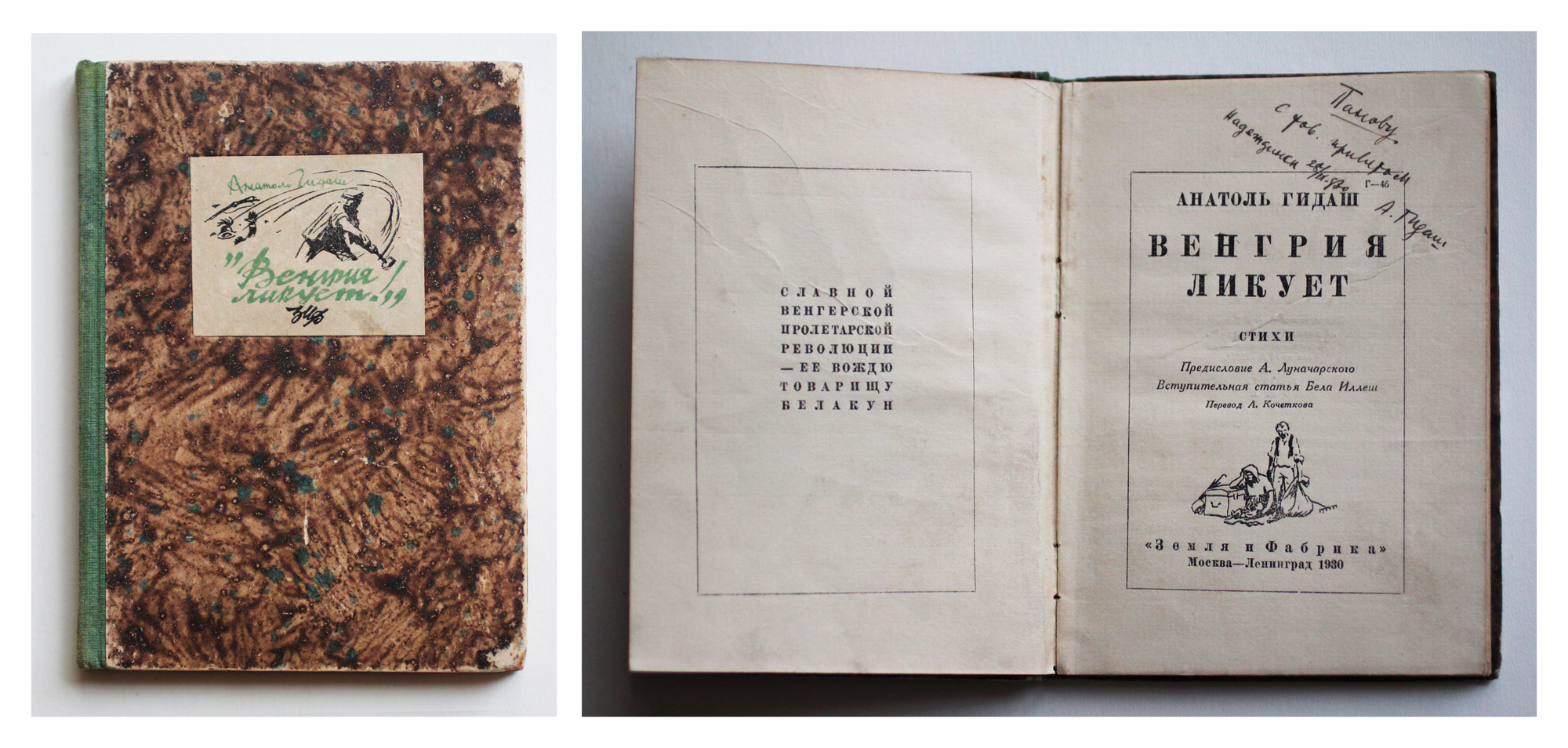
Анатоль Гидаш. Венгрия Ликует. Стихи. Изд. 1-е. Москва — Ленинград: Земля и Фабрика, 1930. Дарственная надпись: «Панову. С тов. приветом. Надеждинск. 28/IX-930. А. Гидаш». Архив ОМПУ

В 1930 году командирован для сбора материала на стройку Первой пятилетки — Березниковский химкомбинат (совр. ОАО «Азот», «Бератон» и часть Содового завода) и солеваренный завод.
В 1932—1933 гг. — в творческой командировке в Заполярье: Салехард, Ямал, Новый порт, рыбный завод в Самарово.
С 10 июня 1938 г. по 1 января 1939 г. находился в командировке от Союза писателей СССР в Остяко-Вогульском и Ямало-Ненецком округах РСФСР (Объединённый музей писателей Урала фонд № 8 д. № 3918/1).
С 29 января 1939 г. по 26 мая 1940 г. в качестве сотрудника газеты «Тобольская правда» (г. Тобольск) находился в командировке в Остяко-Вогульском и Ямало-Ненецком округах РСФСР.
С майя 1939 г. по август 1939 г. — Ответственный редактор газеты «Северный рыбак на путине» (Объединённый музей писателей Урала фонд № 8 газеты с № 1 от 28.05.1939 по № 22 от 07.08.1939).
В 1941 году работает на строительстве завода лёгких сплавов (в настоящее время «Уральский электрохимический комбинат») и закрытого города Свердловска-44.
В 1942 году ушел на фронт рядовым саперного полка. Тяжело ранен в бою под Сталинградом в сентябре 1942 г. Умер в госпитале, похоронен в братской могиле.

### Родители
Из автобиографии И. С. Панова:
В феврале 1918 г. отец (61 год)… на своей лошади… записался добровольцем в 61 рыбинский полк РККА. Весной под Глазовом (ст. Воронино) убит. Мать перенесла жуткие издевательства колчаковцев, была приговорена к ссылке, тяжело заболела и умерла в 1920 г.
Объединённый Музей писателей Урала. Фонд № 8 Панова И. С. документ № 3915/3, в дальнейшем ф. № 8 д. № 3915/3.

### Семья
Жена: Ольга Константиновна Панова (Антипина), уроженка с. Усолье. Брак зарегистрирован в 1920 г., расторгнут в 1939 г.
Сыновья: см. фото 

## Творчество
Подлубнова Ю. С. ставит творчество Ивана Панова в один ряд с работами таких советских писателей, как А. М. Климов, С. А. Морозов-Уральских, которые описывали быт и нравы малых народов Урала и Сибири.
Очерк Ивана Степановича «Письмо из Надыма» (1933) и ряд других его текстов Подлубнова относит к категории травелогов, то есть работ, выросших на основе путевых заметок. Подлубнова объясняет это тем, что писатель много путешествовал, был мобилен и «не задерживался как правило, в какой-либо одной местности».

## Документы
Оставлена орфография и пунктуация подлинников.
Из автобиографии: 
В феврале 1922 года был захвачен белобандитами (Бородулинцами) и изрублен: голова, руки, бок.
ф. № 8 д. № 3915/3.
Свидетельство по болезни № 700/амб 3120 от 12.05.1922 года Политотдела 57 Екатеринбургской стрелковой дивизии:
[У Панова И. С.](…) стойкая неподвижность 3-х пальцев левой руки, отсутствие ногтевой фаланги среднего пальца той же руки.
ф. № 8 д. № 3903/28.
Удостоверение от 5 января 1925 года № 4346:
Панов И. С. студент 2-го курса направляется в каникулярный отпуск с 7.01. по 15.02.1925 г.
(…) и к означенному сроку обязан явиться в Университет, что подписями и приложением печати удостоверяется
ф. № 8 д. № 3903/35.
Удостоверение № 1076 от 6.05.1925 года:
(…)[Панов И. С.] командируется Университетом в Барнаульский Губком Р. К. П. и Бийский Уком РКП для подготовки необходимых материалов и сведений, связанных с летней практикой студента Университета. 
ф. № 8 д. № 3903/34.
Удостоверение от 24.05.1926 г. № 2840:
Предъявитель сего тов. Панов Иван Степанович обучался в Урало-Сибирском коммунистическом университете им. В. И. Ленина с 1 января 1924 г. по 25 мая 1926 г. и окончил полный трехгодичный курс
ф. № 8 д. № 3903.
Письмо от 17 марта 1937 года на имя Первого Секретаря Свердловского обкома ВКП(б) тов. Кабакова: 

"Ленинградское отделение Государственного издательства «Художественная литература» при СНК РСФСР приняло к издательству книгу тов. Панова «Урман».

В настоящее время тов. Панов работает над вторым томом романа. Издательство серьёзно заинтересовано в том, чтобы тов. Панов получил возможность как можно скорее закончить свою книгу и обращается к Вам с просьбой оказать помощь тов. Панову обеспечив ему творческий отпуск для поездки на место действия романа.
Эта поездка необходима тов. Панову для завершения его работы над романом, представляющим собой весьма интересное явление в литературе.
ф.8 д. № 3915/6

## Память

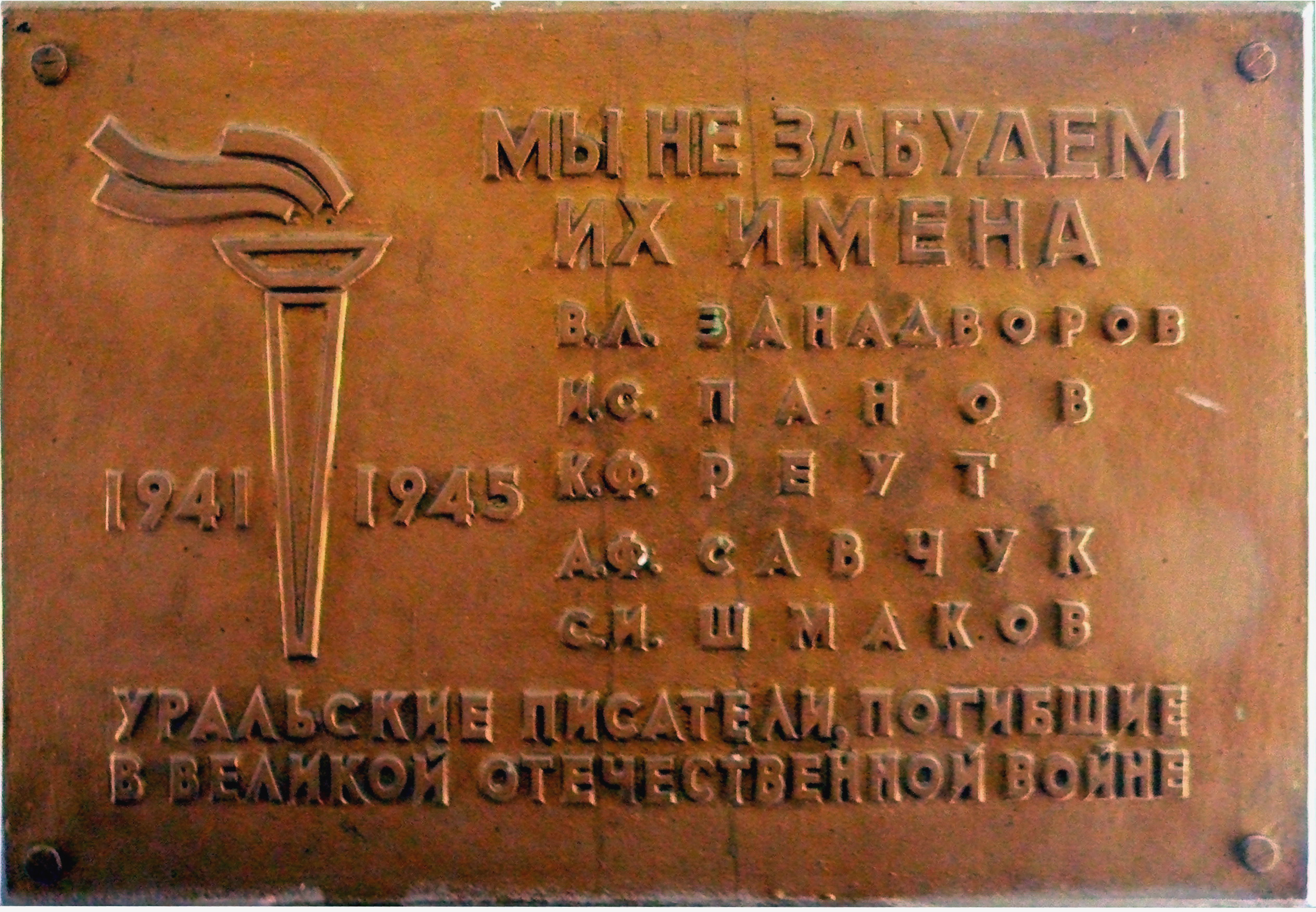
Мемориальная доска в г. Екатеринбург. Дом писателя. Ул. Пушкина д.12

- Мемориальная доска в г. Екатеринбург. Дом писателя. Ул. Пушкина д.12Мемориальная доска в Доме писателей г. Екатеринбург, ул. Пушкина, д. 12.